# 대한민국 상법
대한민국 상법(商法)은 기업의 경영과 상거래에 대한 대한민국 법률이다.

## 대한민국 상법의 체계
- 제1편 총칙
- 제2편 상행위
- 제3편 회사
- 제4편 보험
- 제5편 해상
- 제6편 항공운송